# Joachim Gelfert
Joachim Gelfert (* 27. Dezember 1925 in Berlin-Tempelhof) ist ein ehemaliger deutscher Politiker der DDR-Blockpartei CDU. Er war Erster Vorsitzender des Bezirksvorstandes Karl-Marx-Stadt und Mitglied des Hauptvorstandes der Christlich-Demokratischen Union Deutschlands (CDU).

## Leben
Gelfert besuchte die Volksschule und erlernte von 1941 bis 1943 den Beruf des Industriekaufmanns und wurde danach zum Kriegsdienst in die Wehrmacht eingezogen. 
1945 trat er in die CDU ein und arbeitete bis 1953 als Abteilungsleiter. Anschließend war er als Vorsitzender der Kreisverbände Mühlhausen, Saalfeld und Gotha der CDU tätig. 1954/55 fungierte er als Stellvertreter des Vorsitzenden eines Rates des Kreises. Von 1955 bis 1962 wirkte Gelfert erneut als Vorsitzender eines Kreisverbandes der CDU und dann von 1962 bis 1966 als Sekretär des Bezirksverbandes Erfurt der CDU.
Von August 1966 bis Juni 1988 war er schließlich als Vorsitzender des Bezirksvorstandes Karl-Marx-Stadt der CDU. Zwischen 1968 und 1989 gehörte Gelfert als Mitglied dem Hauptvorstand der CDU an. 
Gelfert war zudem von 1958 bis 1963 Abgeordneter des Bezirkstages Erfurt und von 1967 bis 1988 Abgeordneter des Bezirkstages Karl-Marx-Stadt.

## Auszeichnungen
- Otto-Nuschke-Ehrenzeichen in Bronze, Silber und Gold
- Ernst-Moritz-Arndt-Medaille
- Vaterländischer Verdienstorden in Bronze (1970), in Silber und in Gold (1985)
- Verdienstmedaille der DDR